# Ратвиця
Ратвиця (пол. Ratwica) — село в Польщі, у гміні Білгорай Білґорайського повіту Люблінського воєводства.
У 1975-1998 роках село належало до Замойського воєводства.